# Tuxbach
Il Tuxbach è un fiume austriaco, lungo 18,2 km, che scorre nella regione del Tirolo in Austria. È un affluente dello Zemmbach nel bacino del Danubio.